# Adam Wiśniewski (piłkarz ręczny)
Adam Zbigniew Wiśniewski (ur. 24 października 1980 w Płocku) – polski piłkarz ręczny, lewoskrzydłowy, reprezentant kraju, przez całą karierę sportową gracz Wisły Płock, od lipca 2017 prezes tego klubu.

## Kariera sportowa
W barwach Wisły Płock zadebiutował 2 października 1999 w wygranym meczu ze Spójnią Gdańsk (33:25). Z płockim klubem pięciokrotnie zdobył mistrzostwo Polski i dwukrotnie wywalczył puchar kraju. W rozgrywkach Ligi Mistrzów rzucił w ciągu ośmiu sezonów 116 bramek. 23 kwietnia 2017 w meczu z Chrobrym Głogów (29:21) zdobył tysięcznego gola w Superlidze. Karierę sportową zakończył w maju 2017. Numer 10, z którym występował w Wiśle Płock, został zastrzeżony.
W reprezentacji Polski zadebiutował 5 czerwca 2003 w Mielcu, w wygranym meczu z Białorusią (27:25). Czterokrotnie uczestniczył w mistrzostwach Europy (2004, 2006, 2012, 2014). Podczas mistrzostw świata w Hiszpanii (2013; 9. miejsce) wystąpił we wszystkich sześciu meczach, rzucając 11 bramek. W 2015 zdobył brązowy medal na mistrzostwach świata w Katarze. W turnieju tym rozegrał dziewięć spotkań, w których zdobył 18 goli. W 2016 uczestniczył w mistrzostwach Europy w Polsce. Również w 2016 wziął udział w igrzyskach olimpijskich w Rio de Janeiro (4. miejsce). Po tym turnieju zakończył grę w reprezentacji.
W maju 2006, podczas meczu z Zagłębiem Lubin, zerwał więzadła krzyżowe. Uraz, który później się odnowił, wyeliminował go z gry na trzy lata, do 2009. Z tego powodu w latach 2006–2011 nie występował w reprezentacji. W wywiadzie udzielonym w 2015 przyznał, że myślał wówczas o zakończeniu kariery sportowej.
10 lipca 2017 został prezesem Wisły Płock.

## Sukcesy
Wisła Płock
- Mistrzostwo Polski: 2001/2002, 2003/2004, 2004/2005, 2005/2006, 2010/2011
- Puchar Polski: 2000/2001, 2004/2005

Reprezentacja Polski
- 3. miejsce w mistrzostwach świata: 2015

Indywidualne
- Gracz Miesiąca Superligi – kwiecień 2017

Odznaczenia
- Srebrny Krzyż Zasługi (2015)[13]

## Udział w turniejach mistrzowskich
| Turniej                   | Mecze | Gole | Miejsce | Źródło |
| ------------------------- | ----- | ---- | ------- | ------ |
| Mistrzostwa Europy 2004   | 3     | 10   | 16.     | [ 14 ] |
| Mistrzostwa Europy 2006   | 6     | 10   | 10.     | [ 15 ] |
| Mistrzostwa Europy 2012   | 6     | 12   | 9.      | [ 16 ] |
| Mistrzostwa świata 2013   | 6     | 11   | 9.      | [ 8 ]  |
| Mistrzostwa Europy 2014   | 7     | 14   | 6.      | [ 17 ] |
| Mistrzostwa świata 2015   | 9     | 18   | 3.      | [ 9 ]  |
| Mistrzostwa Europy 2016   | 7     | 8    | 7.      | [ 18 ] |
| Igrzyska olimpijskie 2016 | 8     | 8    | 4.      |        |
| Razem                     | 52    | 91   | –       | –      |